# ファッションロー
ファッションロー（fashion law）とは、ファッションデザイナー、ファッションプロダクト、その他ファッション産業に関わる関連法領域の総称。

## 定義
ファッションデザイナー、ファッションプロダクト、その他ファッション産業に関わる知的財産法、契約法、会社法、商法、不動産法、労働法、広告法、国際取引法、関税法等を含む法領域の総称のことをいう。「ファションロー」という名称の単一の法律があるわけではなく、たとえば「エンタテインメント法」、「スポーツ法」、「IT法」などと同じように、ある業界におけるビジネスに関連する法令を業界単位で捉えたときの法分野を呼びならわすための名称をいう。
また、ファッションデザインなどの保護に関する知的財産法分野のことを「ファッションロー」ということもある。

## 沿革
- 1711年 - フランスで「リオン絹織物産業の共同従業者および製造者のデザインの盗用に関する執政官規則（Eine Verordnung des Konsulats von Lyon die Seitenindustrie gegen den Diebstahl von  Musterm durch Mitarbeiter und Hersteller geschuetzt ）」が制定された。
- 1721年4月4日 - ドイツでザクセンの選帝侯フリードリッヒ・アウグストが「レース編みの従業者がレース模様を競業者に引き渡すことを阻止するための処罰に関するアウグスト法典」を公布した。また、1743年と1812年に、ドイツのザクセンにおけるレース編み業界における従業者による秘密漏洩（Geheim nisverrat ）を禁止する目的の法典が公布された。
- 1878年 - 産業革命後のイギリスにおいて「麻布、綿製品、キャラコ及びモスリンの意匠」に関する所有権を与える条例が制定されたが、これは意匠制度の始まりといわれている[3]。その後、1787 年に、「テキスタイルデザインの保護に関する法律」が制定された。

## 出版物
角田政芳＝関真也『ファッションロー = FASHION LAW』勁草書房、2017年。

## 雑誌・新聞等の企画
- WWD「ファッションロー相談所」（連載中）。
- 発明誌「ファッションロー企画」（連載中）。

## セミナー等実施団体
- Fashion Law Institute Japan[4] ファッションローセミナー
- 日本知財学会コンテンツ・マネジメント分科会[5]　ファッションローセミナー
- FASHIONSTUDIES　"Fashion Biz Study"[6]
- ファッション＆ロー（FASHION ＆ LAW）／　アーツ＆ロー（ARTS ＆ LAW）[7]